# Jamesonia
Jamesonia,  rod papratnjača u porodici bujadovki. Pripada mu 65 priznatih vrsta i 6 hibrida rasprostranjenih na tropskim Ande (obično na visokim planinama), nadalje Meksiko, Kostarika, jugoistoočni Brazil, i jedna vrsta na otoku Tristan da Cunha

## Vrste
1. Jamesonia accrescens (A. F. Tryon) Christenh.
2. Jamesonia alstonii A. F. Tryon
3. Jamesonia angusta (M. Kessler & A. R. Sm.) Christenh.
4. Jamesonia ascendens (A. R. Sm. & M. Kessler) Christenh.
5. Jamesonia aureonitens (Hook.) Christenh.
6. Jamesonia auriculata A. F. Tryon
7. Jamesonia biardii (Fée) Christenh.
8. Jamesonia blepharum A. F. Tryon
9. Jamesonia bogotensis H. Karst.
10. Jamesonia boliviensis A. F. Tryon
11. Jamesonia brasiliensis Christ
12. Jamesonia canescens (Klotzsch) Kunze
13. Jamesonia caracasana (Baker) Christenh.
14. Jamesonia ceracea Maxon
15. Jamesonia cheilanthoides (Sw.) Christenh.
16. Jamesonia chiapensis (Maxon) Christenh.
17. Jamesonia cinnamomea Kunze
18. Jamesonia congesta (Christ) Christenh.
19. Jamesonia crespiana Bosco
20. Jamesonia cuatrecasasii A. F. Tryon
21. Jamesonia elongata (Hook. & Grev.) J. Sm.
22. Jamesonia erecta A. Rojas
23. Jamesonia ewanii (A. F. Tryon) Christenh.
24. Jamesonia feei (Copel.) Christenh.
25. Jamesonia flabellata (Hook. & Grev.) Christenh.
26. Jamesonia flexuosa (Humb. & Bonpl.) Christenh.
27. Jamesonia galeana (A. F. Tryon) A. Rojas
28. Jamesonia glaberrima (Maxon) Christenh.
29. Jamesonia glandulifera (Hieron.) A. Rojas
30. Jamesonia glaziovii (C. Chr.) Christenh.
31. Jamesonia goudotii (Hieron.) C. Chr.
32. Jamesonia hirsutula (Mett.) Christenh.
33. Jamesonia hirta (Kunth) Christenh.
34. Jamesonia hispidula Kunze
35. Jamesonia hookeri (J. Sm. ex Baker) comb. ined.
36. Jamesonia imbricata (Sw.) Hook. & Grev.
37. Jamesonia insignis (Kuhn) Christenh.
38. Jamesonia laxa Kunze ex Kuhn
39. Jamesonia lechleri (Kuhn) Christenh.
40. Jamesonia lindigii (Mett.) Christenh.
41. Jamesonia longipetiolata (Hieron.) Christenh.
42. Jamesonia madidiensis (M. Kessler & A. R. Sm.) Christenh.
43. Jamesonia mathewsii (Hook.) Christenh.
44. Jamesonia maxonii (Lellinger) Pabón-Mora & F. González
45. Jamesonia novogranatensis (A. F. Tryon) Christenh.
46. Jamesonia orbignyana (Kuhn) Christenh.
47. Jamesonia osteniana (Dutra) Gastony
48. Jamesonia panamensis A. Rojas
49. Jamesonia paucifolia (A. C. Sm.) Christenh.
50. Jamesonia peruviana A. F. Tryon
51. Jamesonia pulchra Hook. & Grev.
52. Jamesonia refracta (Kunze ex Klotzsch) A. Rojas
53. Jamesonia retroflexa A. Rojas
54. Jamesonia retrofracta (Grev. & Hook.) A. Rojas
55. Jamesonia robusta H. Karst.
56. Jamesonia rotundifolia Fée
57. Jamesonia rufescens (Fée) Christenh.
58. Jamesonia scalaris Kunze
59. Jamesonia scammaniae A. F. Tryon
60. Jamesonia setulosa (Hieron.) Christenh.
61. Jamesonia stuebelii (Hieron.) Christenh.
62. Jamesonia vellea (Baker) Christenh.
63. Jamesonia verticalis Kunze
64. Jamesonia warscewiczii (Mett.) Christenh.
65. Jamesonia wurdackii (A. F. Tryon) Christenh.
66. Jamesonia × incognita (L. D. Gómez) comb. ined.
67. Jamesonia × intermedia A. P. Della & J. Prado
68. Jamesonia × kupperi (I. Losch) comb. ined.
69. Jamesonia × lasseri (Vareschi) comb. ined.
70. Jamesonia × longifolia (Baker) comb. ined.
71. Jamesonia × rollaliciana (L. D. Gómez) comb. ined.

## Sinonimi
- Eriosorus Fée
- Psilogramme Kuhn
- Psilogramme sect.Jamesonia (Hook. & Grev.) Kuhn
- Gymnogramma sect.Jamesonia (Hook. & Grev.) Klotzsch
- Nephopteris Lellinger